# Naturdenkmal Stieleiche südwestlich Enste

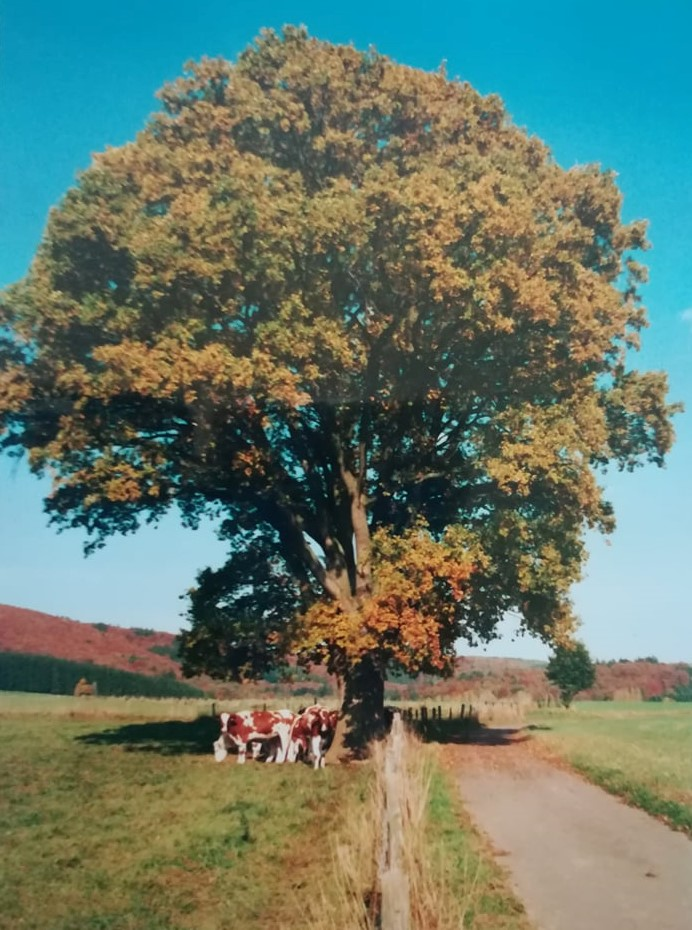
Naturdenkmal Stieleiche südwestlich Enste 1999

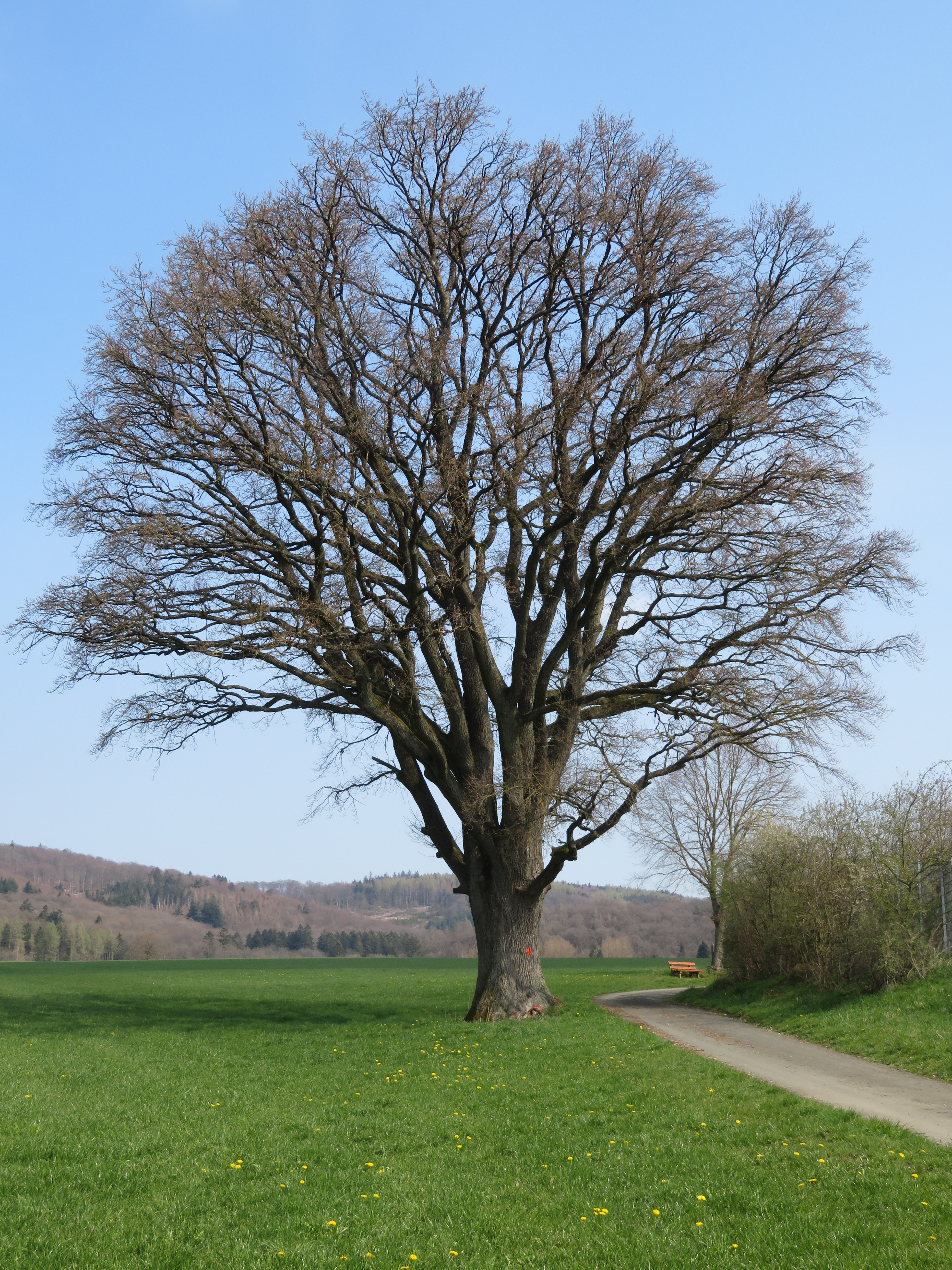
Baum in unbelaubtem Zustand im April 2021

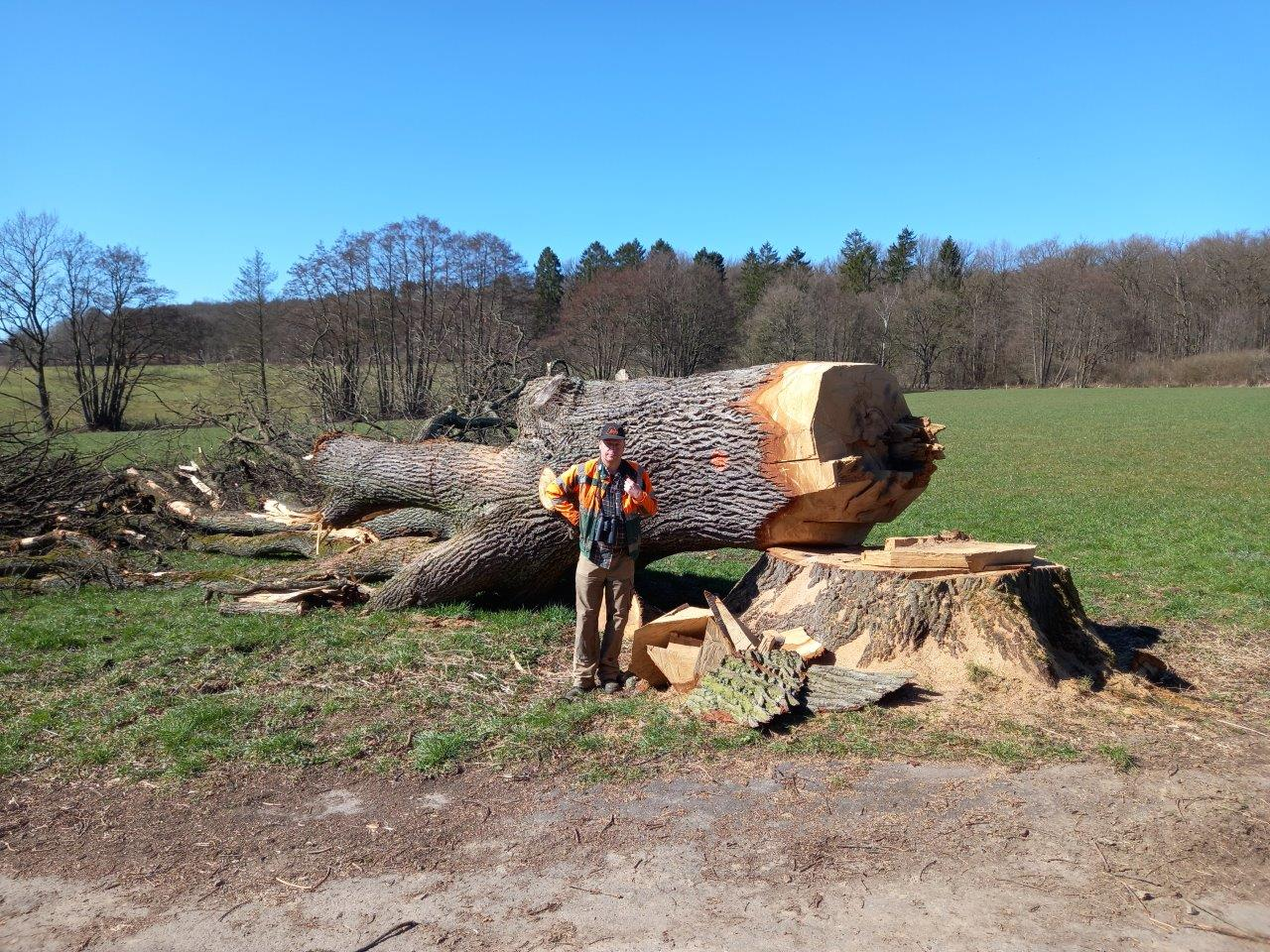
Reste der Eiche im März 2022, nachdem sie gefällt wurde

Das Naturdenkmal Stieleiche südwestlich Enste war eine rund 200 Jahre alte Stieleiche mit einem Stammumfang von rund 1,40 m. Sie stand am Rand des Wirtschaftsweges zwischen Enste und dem Ensthof im Stadtgebiet von Meschede. Der Baum wurde 1994 erstmals mit dem Landschaftsplan Meschede durch den Hochsauerlandkreis als Naturdenkmal (ND) ausgewiesen. Bei der Neuaufstellung des Landschaftsplanes 2020 wurde die Eiche erneut als ND ausgewiesen. Das heutige ND gehörte von 1994 bis 2020 zum Landschaftsschutzgebiet Ortsnahe Freiflächen bei Enste. Seit 2020 gehörte das ND zum Landschaftsschutzgebiet Offenland um Enste. Die Stieleiche stand an der Grenze zwischen den Gewerbegebiet und dem noch verbliebenen, ortsnahen Offenland. Die Stieleiche hatte einen Kronendurchmesser von 20 m. Die Eiche könnte, laut Landschaftsplan, ein Überbleibsel der ursprünglichen Waldgesellschaft auf diesem nun seit langem landwirtschaftlich genutzten Bereich gewesen sein.
Zum Reiz und dem Wert des ND führte der Landschaftsplan auf: „Er bildet einen natürlichen Maßstab für die heute angrenzende Bebauung und ist ein Relikt des ehemaligen, beispielhaften Kulturlandschaftsausschnitts nördlich der A 46, bestehend aus der Ortslage Enste, dem umgebenden strukturreichen Offenland und dem dann folgenden geschlossenen Waldgebiet.“
Das Naturdenkmal Stieleiche südwestlich Enste wurde im Frühjahr 2022 gefällt. Auf eine Anfrage der Kreistagsfraktion der Sauerländer Bürgerliste (SBL) über die Fällung an den Landrat antwortete dieser „Die Eiche wurde von einem aggressiven Wurzelpilz dem Riesenporling befallen. Dieser Befall befand sich bereits in einem fortgeschrittenen Stadium. Nach Einschätzung des zuständigen Mitarbeiters war die Standsicherheit der Eiche nicht mehr gewährleistet.“ Die SBL schrieb dazu: „Baumfreunde vermuten andere Gründe bzw. Hintergründe. Vielleicht stellt sich bald heraus, wem oder was der prächtige alte Baum im Wege gestanden hat? Und wer den “aggressiven Wurzelpilzbefall” festgestellt hat, wissen wir bisher nicht.“
Ein Baumkontrolleur der Unteren Naturschutzbehörde und einer von der Stadt Meschede hatten den Befall mit dem Riesenporling festgestellt und eine Fällung empfohlen. Experten, darunter ein Baumsachverständiger, kontrollierten die Eiche nach der Fällung. Nach Aussagen dieser, hätte die Eiche nicht gefällt werden müssen. Ein Baumsachverständiger kam zum Schluss, dass der Pilzbefall kein Grund zur Aufhebung des Schutzstatus war, wenn nicht weitere konkrete Gefährdungstatbestände nachweisbar waren. Erfahrungsgemäß dauert es mehrere Jahrzehnte, bis der Riesenporling-Befall eines Wurzelsystems zum Stadium der nicht mehr gegebenen Standfestigkeit führt. In diesem finalen Stadium verschlechtert sich das Kronenbild durch kahle Aste drastisch, aber ein schlechtes Kronenbild lag bei der gefällten Eiche nicht vor. Dem Naturschutzbeirat mitgeteilte „absterbende Oberkrone“ war nicht feststellbar. Die wurzel des Baumes untersuchte man nicht. Auch eine Einkürzung der Krone, um die Eiche bei einer vorliegenden Schwächung zu entlasten, erwog man nicht. Der Umweltausschuss des Kreistages beschloss im Mai 2022 einstimmig, bei einer Enthaltung aus der FDP, dass künftig Bäume nur dann aus der Liste der Naturdenkmale entlassen werden dürfen, wenn zuvor von einem öffentlich bestellten und vereidigten Sachverständigen ein Gutachten erstellt wurde, dass die Notwendigkeit bestätigt. Erst nach Entlassung aus Liste der Naturdenkmale darf ein Naturdenkmal gefällt werden.
Im Juni 2022 hob der Kreistag mit den Stimmen von CDU und FDP, 26 zu 23 Stimmen, den Beschluss vom Umweltausschuss des Kreistages auf, künftig Bäume nur dann aus der Liste der Naturdenkmale entlassen werden dürfen, wenn zuvor von einem öffentlich bestellten und vereidigten Sachverständigen ein Gutachten erstellt wurde, dass die Notwendigkeit bestätigt. Die CDU reichte weiter die Meinung von Baumkontrolleuren der Unteren Naturschutzbehörde aus. Der Landrat Karl Schneider (CDU) hatte vorgeschlagen in etwa zwei bis vier relevanten Fällen pro Jahr einen sachverständigen Gutachter zu beauftragen. Auch ein Ordnungswidrigkeitsverfahren wurde vom Kreis nicht eingeleitet, obwohl die Eiche gesetzeswidrig bzw. ohne Ausnahmegenehmigung in der Baumfäll-Sperrzeit vom 1. März bis 30. September gefällt wurde, obwohl der Eigentümer erst mehr als ein Jahr nach Empfehlung des Baumkontrolleur der Unteren Naturschutzbehörde den Baum fällte. Die Verhängung eines Bußgeldes prüfte der Kreis noch im Juni.